# Didone, regina di Cartagine
Didone, regina di Cartagine (Dido, Queen of Carthage) o La tragedia di Didone, regina di Cartagine (The Tragedie of Dido Queene of Carthage) è una tragedia di Christopher Marlowe e Thomas Nashe, portata in scena per la prima volta dagli attori bambini della compagnia Children of Her Majesty's Chapel Royal presumibilmente nel 1593. La tragedia racconta dell'amore tra Didone ed Enea, dall'arrivo dell'eroe troiano a Cartagine alla sua partenza per l'Italia ed il conseguente suicidio della sovrana.

## Trama
Mentre Giove si intrattiene con Ganimede, il coppiere si lamenta che Giunone lo maltratta perché gelosa. Anche Venere si lamenta del padre e lo accusa di trascurare suo figlio Enea, che è riuscito a stento a fuggire da Troia con uno sparuto gruppo di esuli. Colpito da una tempesta mentre era in viaggio per l'Italia, Enea naufraga in Libia, dove la madre Venere gli appare sotto mentite spoglie e lo aiuta a ritrovare i compagni smarriti Ilioneo, Sergesto e Cloanto. I tre sono già ospiti di Didone, regina di Cartagine, che incontra Enea e gli promette di fargli riparare le navi. Gli chiede anche un resoconto della caduta di Troia, che Enea riporta con dolore, in particolare quando parla della morte di Priamo, della scomparsa della moglie e della fuga con il figlioletto Ascanio. Iarba, uno spasimante di Didone, chiede ripetutamente alla regina di sposarlo; la sovrana sembra favorirlo, ma Venere ha altri piani: scambia Ascanio con Cupido, che tocca Didone con la sua freccia. Didone si innamora così di Enea, rifiuta Iarba, e si lascia convincere dalla sorella Anna a sedurre Enea. Costretti da una tempesta a ripararsi in una grotta, Enea e Didone fanno l'amore. Venere e Giunone intanto discutono sulle sorti di Enea: la dea dell'amore accusa la matrigna di volere ostacolare suo figlio, ma la regina dell'Olimpo nega, affermando di avere altri e importantissimi piani per lui.
I compagni di Enea esortano il loro capitano a lasciare la Libia per seguire il suo destino in Italia. Enea, riluttante, accetta e comincia i preparativi; Anna, inviata da Didone ad indagare, porta Enea dalla sorella ma l'eroe nega di voler partire. La regina, sollevata, lo perdona ma fa rimuovere remi e vele dalle sue navi. Terrorizzata dall'idea di perderlo, fa rapire Ascanio e lo affida alle custodie della balia: ma Didone non sa che il fanciullino è in realtà Cupido mascherato. La regina annuncia anche ai suoi sudditi che Enea sarà il re di Cartagine e l'eroe promette di costruire una città capace di rivaleggiare con la stessa Troia per vendicarsi dei greci. Mercurio compare con il vero Ascanio e ricorda ad Enea che è il suo futuro, felice di liberarsi di lui gli fa riapprontare le navi. La notizia sconvolge Didone, che supplica l'amato di ignorare Giovane, una richiesta che Enea è costretto a rifiutare. La balia informa Didone che Ascanio è scomparso dalle sue cure e la regina la fa imprigionare. Sconfitta, Didone ordina ad Anna e Iarba di preparare una pira in cui distruggere i cimeli di Enea. Ma quando la pira arde, Didone maledice la progenie di Enea e si getta tra le fiamme. Sconvolto, Iarba si suicida ed Anna, innamorata di lui, lo segue nella morte.

## Origini

### Fonti
La tragedia è tratta dal primo, secondo e quarto libro dell'Eneide di Virgilio, seppure con importanti modifiche che, secondo Donald Stump, rendono Enea più ridicolo e portano le attenzioni del pubblico quasi esclusivamente su Didone. I cambiamenti apportati alla tramma dall'originale virgiliano includono il furto delle vele e dei remi da parte di Didone, il travestimento di Enea per passare inosservato in Libia ed il suo folle dolore nel raccontare la caduta di Troia. La figura di Iarba è ampliata, l'uomo aiuta Enea a lasciare Cartagine e l'amore di Anna per lui è una invenzione di Marlowe.

### Composizione e stampa
La tragedia fu stampata nel 1594, un anno dopo la morte di Marlowe, dalla vedova Orwin e pubblicata da Thomas Woodcock nella sua libreria dietro a St Paul. Il frontespizio dell'opera afferma che è stata portata in scena dalla compagnia di attori bambini dei Children of the Chapel. La compagnia smise di recitare regolarmente nel 1584, ma pare abbia portano in scena altre opere sporadicamente fino alla fine degli anni 1580 e i primi 1590. La tragedia è andata in scena per la prima volta presumibilmente tra il 1587 ed il 1593.

## Rappresentazioni e adattamenti
La tragedia viene rappresentata solo sporadicamente e due allestimenti nel XXI secolo sono stati messi in scena dal Globe Theatre di Londra nel 2002 con Rakie Ayola e dalla Royal Shakespeare Company nel 2017.
Nel 1794 Stephen Storace compose un omonimo adattamento operistico della tragedia di Marlowe, con il ruolo di Didone scritto specificamente per la sorella, il soprano Anna Selina Storace. Richard Brinsley Sheridan proibì la pubblicazione della partitura e l'unica copia, custodita al Theatre Royal Drury Lane, andò distrutta nell'incendio del teatro nel 1809.